# Artibeus bogotensis
Artibeus bogotensis — вид родини листконосові (Phyllostomidae), ссавець ряду лиликоподібні (Vespertilioniformes, seu Chiroptera). Також розглядається як підвид Artibeus cinereus.

## Середовище проживання
Країни поширення: від центральної Колумбії до північно-західної Венесуели.